# Maurice Lacroix

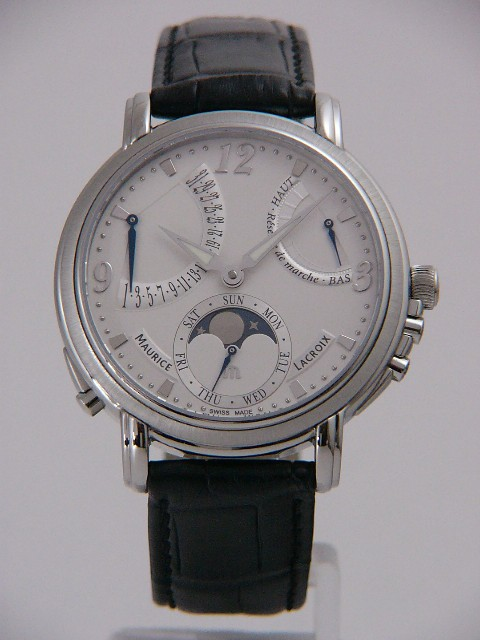
Maurice Lacroix Masterpiece Lune Rétrograde MP7078-SS001-120

Maurice Lacroix SA is een Zwitsers horlogemerk.
De firma heeft zijn fabriek in Saignelegier en brengt sinds 1975 horloges op de markt. In 2007 werden circa 150.000 horloges geproduceerd, waarvan 40.000 stuks met een mechanisch uurwerk. Het bedrijf met ongeveer 220 medewerkers, behoort tot de Desco van Schulthess-groep. Maurice Lacroix was de naam van een lid van de raad van bestuur van de moedermaatschappij. Tijdens de ontwikkelingsfase van het horlogemerk stierf Lacroix echter. Als eerbetoon zijn de horloges naar hem vernoemd.
Maurice Lacroix voerde als een van de eerste horlogefabrikanten een doorkijk-achterdeksel in in een aantal van de modellen, waardoor men een blik op een deel van het uurwerkmechanisme kan werpen. Tegenwoordig behoort de Masterpiece collectie tot de grotere producenten van horloges in het luxe prijssegment. In 2006 ontwikkelde de fabriek het eerste eigen uurwerk, een chronograaf. Hiermee werd de fabriek opgenomen als manufactuur van prestigemerken.